# Lepidiota annamansis
Lepidiota annamansis är en skalbaggsart som beskrevs av Moser 1913. Lepidiota annamansis ingår i släktet Lepidiota och familjen Melolonthidae. Inga underarter finns listade i Catalogue of Life.